# 华池路
華池路是中華人民共和國上海市普陀區一條東西走向道路，西起嵐皋路，東至光新路，全長915米。道路名稱來自於甘肅省慶陽市華池縣。道路於1985年至1986年間修築。